# Tower Heist: Zemsta cieciów
Tower Heist: Zemsta cieciów (ang. Tower Heist) – amerykańska komedia z 2011 roku w reżyserii Bretta Ratnera.

## Opis fabuły
Josh Kovacs (Ben Stiller) od ponad dziesięciu lat zarządza The Tower, najbardziej luksusowym i najlepiej strzeżonym budynkiem mieszkalnym w całym Nowym Jorku. Jest specem w swoim fachu – nic nie umknie jego czujnej uwadze.
W najbardziej szpanerskim apartamencie na samym szczycie budynku rezyduje niejaki Arthur Shaw (Alan Alda), potentat z Wall Street. Arthur znajduje się co prawda w areszcie domowym za zdefraudowanie miliardów dolarów powierzonych mu przez inwestorów, ale nie przeszkadza mu to pławić się w luksusie. Wszystko wskazuje, że nieuczciwemu biznesmenowi uda się uniknąć zasłużonej kary.
Wśród osób dotkniętych jego machlojkami są jednak także pracownicy The Tower, Josha nie wyłączając. Shaw zdefraudował bowiem ich pieniądze składane przez nich na zasłużoną emeryturę.
W akcie desperacji grupa poszkodowanych pod kierunkiem Josha zwraca się z prośbą o pomoc do drobnego oszusta Slide'a (Eddie Murphy). Chcąc zemścić się na Arthurze, planują coś niewyobrażalnego: kradzież 20 milionów dolarów, które - o czym są przekonani - ukryte są w apartamencie Shawa. Jest jednak mały problem – Arthur strzeżony jest pilnie przez FBI, na czele z agentką specjalną Claire Denham (Téa Leoni). W Dzień Dziękczynienia Shaw zostaje zabrany na rozprawę do sądu, a w tym czasie Josh z pracownikami The Tower wkradają się do apartamentu Arthura. Nie znajdują w nim pieniędzy, ale przypadkowo uszkadzają Ferrari Shawa, które stoi w apartamencie; okazuje się, że auto jest ze szczerego złota.

## Obsada
- Ben Stiller jako Josh Kovacs
- Eddie Murphy jako Slide
- Casey Affleck jako Charlie Gibbs
- Alan Alda jako Arthur Shaw
- Matthew Broderick jako pan Fitzhugh
- Téa Leoni jako Claire Denham
- Michael Peña jako Enrique Dev'reaux
- Gabourey Sidibe jako Odessa Montero

i inni